# Eystein Olafsson
Eystein Olafsson (gaèlic: Oistín mac Amlaíb), cabdill nòrdic-gaèlic i monarca viking del regne de Dublín per un breu període. Fill de Amlaíb Conung, va ser objecte d'engany i assassinat segons cita dels Annals d'Ulster [875]:
| « | Oistín fill d'Amlaíb, rei dels escandinaus, va ser traït i mort per Albann. | » |

Albann es refereix a  Halfdan, que ocuparia el tron a la seva mort.
Algunes fonts opinen que Oistín és la mateixa persona que Thorstein el Roig.